# Francisco Félix de Sousa
Francisco Félix de Sousa (Salvador, 4 de outubro de 1754 – Uidá, Benim, 4 ou 8 de maio de 1849), foi o maior traficante de escravos brasileiro e Chachá (ou Xaxá) da atual cidade de Uidá no Benim. É uma figura histórica controversa, tanto pelo poder e riqueza que obteve, quanto pelas suas origens. Não se sabe ao certo qual a sua etnia, podendo ser provavelmente branco ou mulato claro, algo que se intui por meio das poucas descrições da época sobre a sua pessoa.

## Biografia
Seus descendentes registraram em seu túmulo que ele nasceu em 4 de outubro de 1754. Entretanto, outros dizem que ele nasceu em 1771. Certa somente é a data de sua morte: 8 de maio de 1849.
Conforme contado pela sua família, Francisco Félix estabeleceu-se em 1788 no atual Benim. Entretanto, é mais provável que Francisco Félix tenha se estabelecido definitivamente na África em 1800, depois de várias viagens, a primeira entre 1792 e 1795.
O litoral da baía de Benim e seus arredores era, nesta época, uma das regiões mais densamente povoadas da África e conhecida internacionalmente como "Costa dos Escravos", devido ser este o seu principal produto de exportação. O rei da cidade de Abomei, também chamada de Abomé, localizada no interior, dominava a região da baía de Benim, embora lá houvesse vários fortes de feitorias europeias, entre os quais a já antiga fortaleza portuguesa de São João Baptista de Ajudá, localizada na atual cidade de Uidá.
Pela estrutura econômica do Reino de Daomé, o rei era dono de toda a terra e detinha o monopólio de todo o comércio podendo conceder concessões aos comerciantes. Nesta época, praticamente os únicos produtos exportados era escravos, o que também acontecia nos reinos vizinhos.
Francisco Félix começou a negociar na região atuando como traficante de escravos, a mesma profissão que tinha sido exercida por seu pai. Entretanto, como chegou na África praticamente em estado de miséria, alguns relatos dizem que entrou no negócio de tráfico de escravos levado pelo seu sogro Comalangã, régulo da ilha de Gliji, na localidade de Popó, e pai de sua primeira esposa, Jijibu ou Djidgiabu.
Tudo indica que não teve inicialmente sucesso nos negócios, pois em 1803 empregou-se na Fortaleza de São João Baptista de Ajudá como escrivão e contador. Em 1804, seu irmão Jacinto José de Sousa partiu do Brasil para assumir o cargo de Comandante desta mesma fortaleza em que trabalhava, mas isto foi apenas coincidência.
Em 1805, seu irmão morreu e ele assumiu, sem autorização do governo português, o cargo de 16.º Director da Fortaleza de São João Baptista de Ajudá, em exercício até 1818 e em definitivo até 1844, e desde 7 de Setembro de 1822 até esse ano sob a soberania do Império do Brasil. Depois de algum tempo abandonou a função, pois obteve autorização real para comerciar, incluindo traficar escravos que eram comprados diretamente do rei de Daomé, Adanuzam. Os escravos eram pagos com búzios (uma forma de moeda local) ou, como ficou comum depois de certa época, com mercadorias importadas da Europa (tecidos de algodão, veludos, damascos, lãs e sedas, armas de fogo, pólvora, contaria, facas, catanas, manilhas, vasilhame de cobre e latão) ou das Américas (tabaco baiano, cachaça, rum). Mesmo depois da Independência do Brasil, os produtos manufaturados europeus eram contrabandeados do Brasil, uma vez que a Coroa portuguesa não permitia que tais itens fossem transportados em navios brasileiros.
Quando já estava muito rico, Francisco Félix afrontou Adanuzam por não ter recebido os escravos pelos quais pagara adiantadamente com mercadorias. Caiu em desgraça perante o rei e foi preso quando visitava a cidade de Abomei, capital de Daomé. O poder do rei de Daomé sobre os súditos era total: era comum a morte em sacrifícios humanos, a execução de centenas de prisioneiros de guerra ou a venda de milhares como escravos para as Américas. Entretanto, a tradição de sua família conta que o branco era a cor da morte e matar um branco, mesmo um mulato, era tabu. Adanuzam ordenou então que Francisco Félix fosse imergido em tonéis de índigo para que ficasse azul-escuro e nunca mais usasse a cor da pele para afrontar o rei.
Nesta época, conheceu Guapê, um meio-irmão de Adanuzam, tornou-se seu amigo e, com sua influência, conseguiu ser libertado ou fugiu de Abomei para Popó Pequeno, terra de seu primeiro sogro, Comalangã. Francisco Félix e Guapê fizeram um pacto vodum de sangue e começaram a conspirar para depor o Adanuzam. Francisco Félix contrabandeou armas e munições para Guapê que, em 1820, derrubou Adanuzam do poder e tornou-se rei de Daomé, assumindo o nome de Guezô.
Guezô concedeu-lhe, em 1821, o cargo de primeiro conselheiro e o título de Chachá. A origem do nome do título é desconhecida. Possivelmente era seu apelido, originado do modo com que Francisco Félix costumava apressar os negócios dizendo "já, já". Não é correto que o título de Chachá conferisse poderes de vice-rei (conforme sugere o livro de Bruce Chatwin, O vice-rei de Uidá), e "chefe dos brancos". Estes poderes eram conferidos com o título de Iovogã que esteve com um daomeano chamado Daba durante a maior parte da vida de Francisco Félix em Uidá. Um estrangeiro que chegasse na cidade tinha que falar com o Iovogã antes de se encontrar com o Chachá. Francisco Félix, como todo traficante rico do reino, tinha o título de "cabeceira" do reino e a obrigação de fornecer soldados armados para o rei. Portanto, suas atividades eram mais comerciais do que políticas.
A fortaleza de São João Baptista de Ajudá tinha sido abandonada pelos portugueses. Francisco Félix continuou a comandá-la e, por extensão, governava a cidade de Uidá que se desenvolveu nos seus arredores. A cidade transformou-se em um dos mais ativos entrepostos de embarque de escravos de toda a África para as Américas, principalmente para o Brasil e Cuba.
Guezô concedeu-lhe também o total controle do comércio exterior do Reino de Daomé. Atuava como agente do rei, gozando do privilégio real da primeira opção: "os outros comerciantes só podiam transacionar com aquilo que ele não desejava". Devido ao grande crescimento do tráfico de escravos para o Brasil que ocorria na época, Francisco Félix acumulou uma fortuna gigantesca. Além do virtual monopólio do comércio de escravos sediado em Uidá, também exportava azeite de dendê, noz-cola e outros produtos do reino. Importava tecidos, tabaco, aguardente, armas de fogo, pólvora e utensílios de metal, produtos utilizados no escambo para aquisição de escravos. Teve vários sócios no Brasil como o banqueiro Joaquim Pereira Marinho, que recebeu os seus filhos que viajaram para estudar. Francisco, príncipe de Joinville considerava-o um dos três homens mais ricos de seu tempo.
Depois da Independência do Brasil, ofereceu, em nome de Guezô, o protetorado do Reino de Daomé e a posse da fortaleza de São João Baptista de Ajudá ao imperador Pedro I do Brasil O acordo não prosperou e, a partir de então, Francisco Félix vai passar a dizer-se cidadão português, talvez porque isto lhe conferia vantagens jurídicas, oriundas de acordos internacionais, quando seus navios eram apresados pela frota britânica.
Quando os ex-escravos alforriados no Brasil ou seus descendentes voltavam para o Benim, encontravam em Francisco Félix um ponto de referência da cultura afro-brasileira na região. Ao mesmo tempo, Francisco Félix agia como um protetor local daqueles que, contraditoriamente, poderiam ter sido enviados por ele como escravos para o Brasil. Assim, em torno da rica residência do traficante de escravos formou-se um bairro de Agudás (descendentes de escravos do Brasil que retornaram para África), atualmente chamado Brasil (em francês: Brésil; em fon,Blezin).
Por volta de 1845, Francisco Félix estava arruinado e devendo dinheiro ao rei. A causa mais provável do seu declínio foram os enormes prejuízos que a frota britânica lhe causara ao apreender seus navios negreiros. Empobrecido, Francisco Félix deixou de ser considerado por Guezô como o único agente real para o comércio exterior, mas ainda o manteve como um funcionário coletor de taxas por escravo exportado e emprestava dinheiro a ele. Nesse mesmo ano foi o 2.º Governador da Fortaleza de São João Baptista de Ajudá até à sua morte a 4/8 de Maio de 1849.
Seus descendentes contam que morreu aos 94 anos. Deixou viúvas 53 mulheres, mais de 80 filhos homens e 2 mil escravos. Guezô concedeu-lhe um funeral de grande chefe daomeano, no qual, apesar dos protestos de seus filhos, houve até a oferenda de sacrifícios humanos, honra conferida somente aos enterros reais. Foi enterrado no mesmo quarto onde dormia e seu túmulo é até hoje reverenciado pelos seus descendentes e pelos Agudás.
Alguns de seus filhos homens mais velhos estudaram no Brasil, e alguns dos mais novos, em Portugal. Depois de uma disputa feroz entre os três filhos mais ricos, um deles, Isidoro Félix de Sousa, foi escolhido por Guezô para sucedê-lo com o título de Chachá II, que então passou a ser hereditário, o qual em 1851 foi o 26.º Governador Subalterno da Fortaleza de São João Baptista de Ajudá, cargo que ocupou até 8 de maio de 1858 tendo, nesse mesmo ano, seu filho Francisco Félix de Sousa, Chachá III, sido nomeado 29.º Governador. Os seus descendentes, a família Souza, têm até hoje uma grande importância política e social em Benim, sendo líderes da comunidade de Agudás. Também podem ser encontrados descendentes em toda a região do centro-oeste africano, especialmente no país vizinho Togo. Um descendente direto, Honoré Feliciano Julião Francisco de Souza, é o oitavo Chachá, um título de nobreza sem poder político, mas que confere grande prestígio social. Nos dias de festas da comunidade dos Agudás, Chachá VIII comparece paramentado com vestes reais e acompanhado de nobres e rainhas locais. Cada novo Chachá assume o título com uma visita obrigatória ao rei de Daomé, hoje sem poder político, mas ainda reverenciado como líder religioso. Nesta visita são reforçados os antigos laços de união entre a família Souza e a família real daomeana.